# مسروپ پاپازیان
مسروپ (مارتیروس) هایراپتی پاپازیان (ارمنی: Մեսրոպ (Մարտիրոս) Հայրապետի Փափազյան؛ انگلیسی: Mesrop Papazian زادهٔ ۱۵ دسامبر ۱۸۲۳ - درگذشته ۱۸۹۱) کشیش، چهره فرنگی، آموزگار، نویسنده، روزنامه‌نگاری اعتقادی ارمنی‌تبار اهل ایران بود. وی مدیر مدرسهٔ ارمنیان تبریز بود.

## زندگی‌نامه
وی در ۱۵ دسامبر ۱۸۲۳ در ادرمیت به دنیا آمد . وی نخستین گروه تئاتری ارمنیان در تبریز را در سال ۱۸۷۹ در محلهٔ غلهٔ این شهر بنیانگذاری کرد. وی در ۱۸۹۱ در سن ۶۸ سالگی در هفتوان درگذشت.